# Canton de Neuvic (Corrèze)
Pour les articles homonymes, voir Canton de Neuvic.
Le canton de Neuvic est une ancienne division administrative française située dans le département de la Corrèze, en région Limousin.

## Histoire
Le canton de Neuvic est l'un des cantons de la Corrèze créés en 1790, en même temps que la plupart des autres cantons français. Il a d'abord été rattaché au district d'Ussel avant de faire partie de l'arrondissement d'Ussel jusqu'en 1926, puis de l'arrondissement de Tulle jusqu'en 1943, puis à nouveau de l'arrondissement d'Ussel.

### Redécoupage cantonal de 2014-2015
Par décret du 24 février 2014, le nombre de cantons du département passe de 37 à 19, avec mise en application aux élections départementales de mars 2015. Le canton de Neuvic est supprimé à cette occasion. Ses dix communes sont alors rattachées au canton de Haute-Dordogne.

## Géographie
Ce canton était organisé autour de Neuvic dans l'arrondissement d'Ussel. Son altitude variait de 321 m (Neuvic et Sérandon) à 706 m (Palisse) pour une altitude moyenne de 624 m.

## Administration

### Conseillers généraux de 1833 à 2015
| Période | Période                   | Identité                     | Étiquette                        | Qualité |
| ------- | ------------------------- | ---------------------------- | -------------------------------- | --- |
| 1833    | 1842                      | Martial Dupuy                |                                  | Juge de paix à Neuvic |
| 1842    | 1848                      | Émile Calary de Lamazière    |                                  | Avocat à Neuvic |
| 1848    | 1852                      | Martial Dupuy                |                                  | Juge de paix à Neuvic |
| 1852    | 1856                      | Comte Jean-Hyacinthe d'Ussel |                                  | Directeur de la ferme-école des Plaines Maire de Neuvic (1851-1857) |
| 1856    | 1870                      | Comte Alfred d'Ussel         |                                  | Propriétaire, maire de Neuvic |
| 1870    | 1900 (démission)          | Raoul Calary de Lamazière    | Gauche républicaine démocratique | Avocat général à la Cour d'appel de Paris Député de la Seine (1919-1924) Ancien conseiller municipal de Villeloin-Coulangé (Indre-et-Loire) Président du Conseil Général |
| 1901    | 1913                      | François Dellestable         | Rad.                             | Notaire, Maire de Neuvic (1870-1874, 1877, 1878) Député (1885-1894) - Sénateur (1894-1921), conseiller d'arrondissement                                                  |
| 1913    | 1943 (démission d'office) | Henri Queuille               | Rad.                             | Maire de Neuvic (1912-1965) Député (1914-1935) Sénateur (1935-1941) Président du Conseil général Révoqué par le Gouvernement de Vichy                                    |
|         |                           |                              |                                  | |
| 1945    | 1961                      | Henri Queuille               | Rad.                             | Maire de Neuvic (1912-1965) Député (1946-1958) Ministre (1948-1951) Président du Conseil (1948-1949, 1950 et 1951)                                                       |
| 1961    | 1967                      | Émile Pradel                 | SFIO                             | Médecin Maire de Palisse |
| 1967    | 1979                      | Henri Gout                   | PCF                              | Négociant Conseiller municipal de Neuvic |
| 1979    | 1998                      | Raymond Chaumeil (1929-2020) | RPR                              | Directeur de lycée agricole Maire de Neuvic (1986-2001) |
| 1998    | 2015                      | Henri Roy                    | PS                               | Médecin du sport Maire de Neuvic (2001-2012) |

### Élections cantonales du 21 mars 2004
Source : Ministère de l'Intérieur, de l'Outre-mer et des Collectivités territoriales
- Henri Roy (PS), maire de Neuvic - 52,18 % - Élu au premier tour
- Gérard Nussac (UMP) - 43,18 %
- Jean-Pierre Morin (FN) - 4,64 %

### Conseillers d'arrondissement (de 1833 à 1940)
Le canton de Neuvic avait deux conseillers d'arrondissement.
| Période                                  | Période      | Identité                                      | Étiquette           | Qualité |
| ---------------------------------------- | ------------ | --------------------------------------------- | ------------------- | --- |
| 1833                                     | 1839         | Joseph Demathieux                             |                     | Médecin, maire de Neuvic                                                                                    |
| 1833                                     |              | Jean Arnaud Monange (1799-1864)               |                     | Notaire, propriétaire à Liginiac                                                                            |
| 1839                                     | 1848 (décès) | Louis Boy de Lacombe de Lamazière (1802-1848) |                     | Adjoint au maire de Neuvic puis maire de Saint-Hilaire                                                      |
|                                          |              |                                               |                     | |
| 1889                                     | 1901         | François Dellestable                          | Républicain radical | Notaire, Maire de Neuvic (1870-1874, 1877, 1878) Député (1885-1894)                                         |
| 1898                                     |              | M. Mourniac                                   | Radical             | |
|                                          |              |                                               |                     | |
| 1922                                     | 1940         | M. Badiou                                     | Radical             | Adjoint au maire de Neuvic                                                                                  |
|                                          | 1940         | M. Monéger                                    | Radical             | |
| 1940                                     |              |                                               |                     | Les conseils d'arrondissement ont été suspendus par la loi du 12 octobre 1940 et n'ont jamais été réactivés |
| Les données manquantes sont à compléter. |              |                                               |                     | |

## Composition
Le canton de Neuvic regroupait dix communes et comptait 3 888 habitants au 1er janvier 2012.
| Nom                      | Code Insee | Intercommunalité            | Population (dernière pop. légale) |
| ------------------------ | ---------- | --------------------------- | --------------------------------- |
| Neuvic (chef-lieu)       | 19148      | CC Haute-Corrèze Communauté | 1 764 (2014)                      |
| Chirac-Bellevue          | 19055      | CC Haute-Corrèze Communauté | 282 (2014)                        |
| Lamazière-Basse          | 19102      | CC Haute-Corrèze Communauté | 295 (2014)                        |
| Liginiac                 | 19113      | CC Haute-Corrèze Communauté | 574 (2014)                        |
| Palisse                  | 19157      | CC Haute-Corrèze Communauté | 234 (2014)                        |
| Roche-le-Peyroux         | 19175      | CC Haute-Corrèze Communauté | 99 (2014)                         |
| Saint-Étienne-la-Geneste | 19200      | CC Haute-Corrèze Communauté | 93 (2014)                         |
| Saint-Hilaire-Luc        | 19210      | CC Haute-Corrèze Communauté | 74 (2014)                         |
| Sainte-Marie-Lapanouze   | 19219      | CC Haute-Corrèze Communauté | 65 (2014)                         |
| Sérandon                 | 19256      | CC Haute-Corrèze Communauté | 372 (2014)                        |

## Démographie
| 1962  | 1968  | 1975  | 1982  | 1990  | 1999  | 2006  | 2011  | 2012  |
| ----- | ----- | ----- | ----- | ----- | ----- | ----- | ----- | ----- |
| 5 057 | 4 571 | 4 055 | 3 973 | 3 829 | 3 804 | 3 899 | 3 926 | 3 888 |